# 1985-ös Vuelta ciclista a España
Az 1985-ös Vuelta ciclista a España volt a 40. spanyol körverseny. 1985. április 23-a és május 12-e között rendezték. A verseny össztávja 3474 km volt, és 19 szakaszból állt. Végső győztes a spanyol Pedro Delgado lett.

## Végeredmény
|    | Versenyző            | Csapat                 | Idő           |
| -- | -------------------- | ---------------------- | ------------- |
| 1  | Pedro Delgado        | Orbea                  | 95 óra 58'00" |
| 2  | Robert Millar        | Peugeot-Shell-Michelin | '36"          |
| 3  | Francisco Rodríguez  | Zor                    | '46"          |
| 4  | Pello Ruiz Cabestany | Orbea                  | 1'51"         |
| 5  | Fabio Parra          | Café de Colombia       | 3'40"         |
| 6  | Eric Caritoux        | Skil-Sem-Reydel        | 6'08"         |
| 7  | Raimund Dietzen      | Teka                   | 6'36"         |
| 8  | Álvaro Pino          | Zor                    | 7'41"         |
| 9  | Seán Kelly           | Skil-Sem-Reydel        | 7'52"         |
| 10 | José Luis Navarro    | Zor                    | 8'56"         |